# Врхово при Шентловренцу
Врхово при Шентловренцу (словен. Vrhovo pri Šentlovrencu) је насељено место у општини Требње, регија Југоисточна Словенија, Словенија.

## Историја
До територијалне реорганизације у Словенији било је у саставу старе општине Требње.

## Становништво
У попису становништва из 2011. године, Врхово при Шентловренцу је имало 33 становника.
| Број становника према пописима | Број становника према пописима | Број становника према пописима |
| ------------------------------ | ------------------------------ | ------------------------------ |
| 1991                           | 2002                           | 2011                           |
| 20                             | 38                             | 33                             |

Напомена: До 1953. исказивано под именом Врхово.